# كلاوديو ساتورو
كلاوديو ساتورو (بالإيطالية: Claudio Sartori)‏ هو ناقد موسيقي وكاتب إيطالي، ولد في 1 أبريل 1913 في بريشا في إيطاليا، وتوفي في 11 مارس 1994 في ميلانو في إيطاليا.